# Dendrosma
Dendrosma es un género con una sola especie (Dendrosma deplanchei) de plantas de flores de la familia Rutaceae.